# ×Agroelymus bowdenii
Agroelymus bowdenii là một loài thực vật có hoa trong họ Hòa thảo. Loài này được B.Boivin mô tả khoa học đầu tiên năm 1967.